# Fédération Solidaires finances
 (février 2025).
Motif : Insuffisance en matière de sources secondaires centrées d'envergure nationale. Cf WP:CAA 
- Archive Wikiwix
- Bing
- Cairn
- DuckDuckGo
- E. Universalis
- Gallica
- Google
- G. Books
- G. News
- G. Scholar
- Persée
- Qwant
- (zh) Baidu
- (ru) Yandex
- (wd) trouver des œuvres sur Wikidata

| 1. | Préciser le motif de la pose du bandeau. | Précisez le motif de la pose du bandeau en utilisant la syntaxe suivante : {{admissibilité à vérifier\|date=mars 2025\|motif=remplacez ce texte par le motif}}                                      |
| 2. | Informer les utilisateurs concernés.     | Pensez à avertir le créateur de l'article, par exemple, en insérant le code ci-dessous sur sa page de discussion : {{subst:avertissement admissibilité à vérifier\|Fédération Solidaires finances}} |

La Fédération Solidaires finances (ex Fédération des syndicats unitaires (FDSU)) regroupe différents syndicats de l'Union syndicale Solidaires des Ministères économiques et financiers.

## Historique
La fédération a été créée en 1990 sous le nom FDSU (Fédération des syndicats unitaires) après le conflit social au ministère des finances de 1989.

Par le passé elle a regroupé des organisations membres ou non de Solidaires puis en 2008, lors de son 7e conseil elle a repris son nom de Solidaires Finances.

## Membres
La FDSU est forte de 22 000 adhérents
Les membres de la fédération sont :
- Solidaires CCRF & SCL (Concurrence, consommation, répression des fraudes et service commun des laboratoires) ;
- Solidaires Douanes (Douanes) ;
- Solidaires Finances publiques (DGFiP), issu de la fusion du SNUI et de SUD Trésor ;
- Solidaires IDD (DREAL et corps des mines) ;
- Solidaires Bercy (Administration centrale du secrétariat général du Ministère) ;
- SUD INSEE (Insee) ;

La Fédération Solidaires Finances, première fédération syndicale des Ministères économiques et financiers, fonctionne selon les principes de respect, d'indépendance et d'égalité entre ses membres.

## Champs d'action
La Fédération Solidaires finances agit au sein des Ministères économiques et financiers autour des valeurs de protection, de revendications, de convivialité, de démocratie, de la liberté de débattre, de la solidarité, et s'inscrit fondamentalement dans le mouvement général des travailleurs.